# قائمة معدات القوات البرية الملكية المغربية
المعدات الحديثة للقوات المسلحة الملكية المغربية هي قائمة المعدات الموجودة حاليا في الخدمة لدى الجيش الملكي المغربي لاتشمل القائمة جميع صفقات والمعدات الموجودة بل فقط تلك التي تم اعلانها ونشرها للعامة.

## معدات المشاة

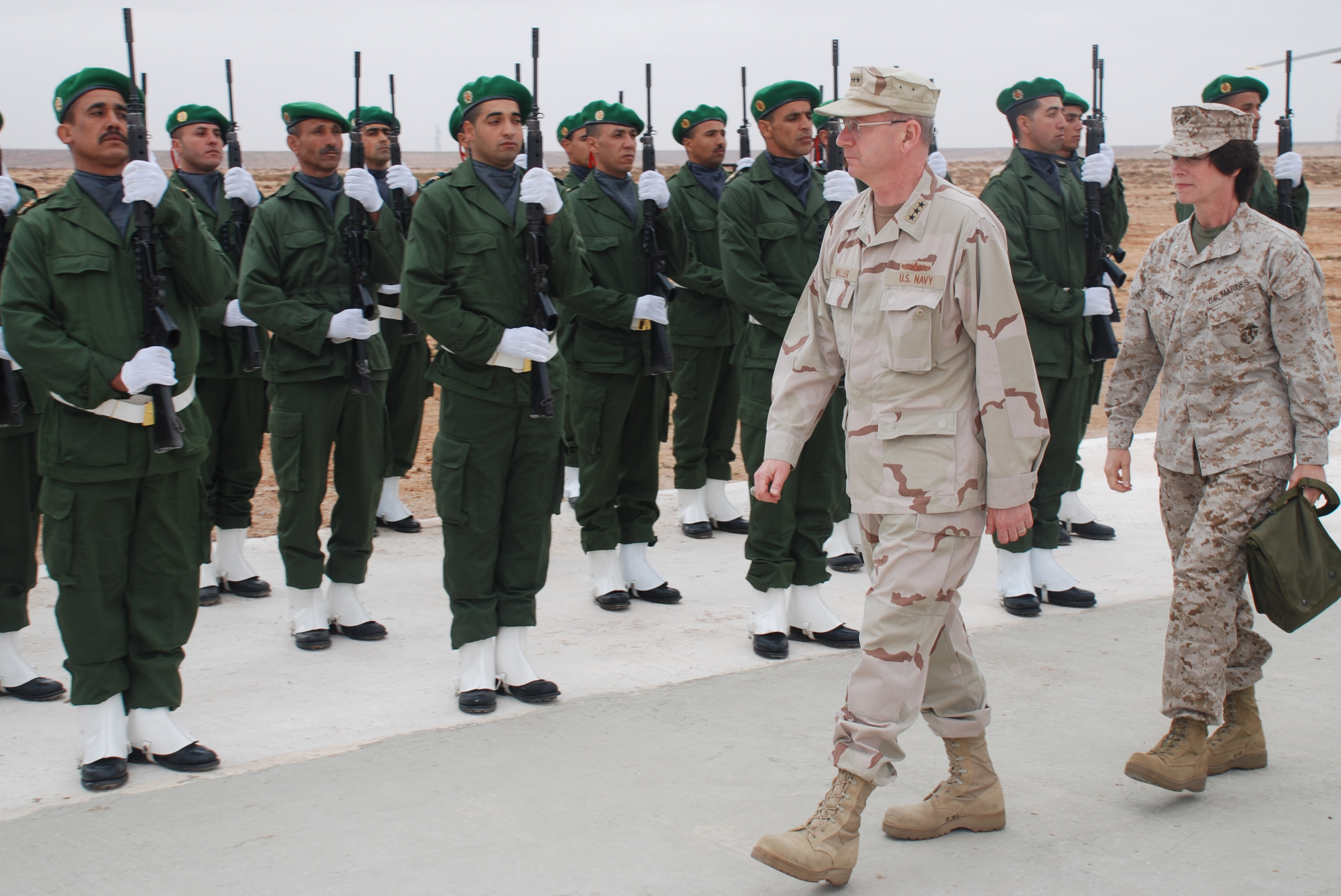
فصيلة الشرف للجيش الملكي المغربي

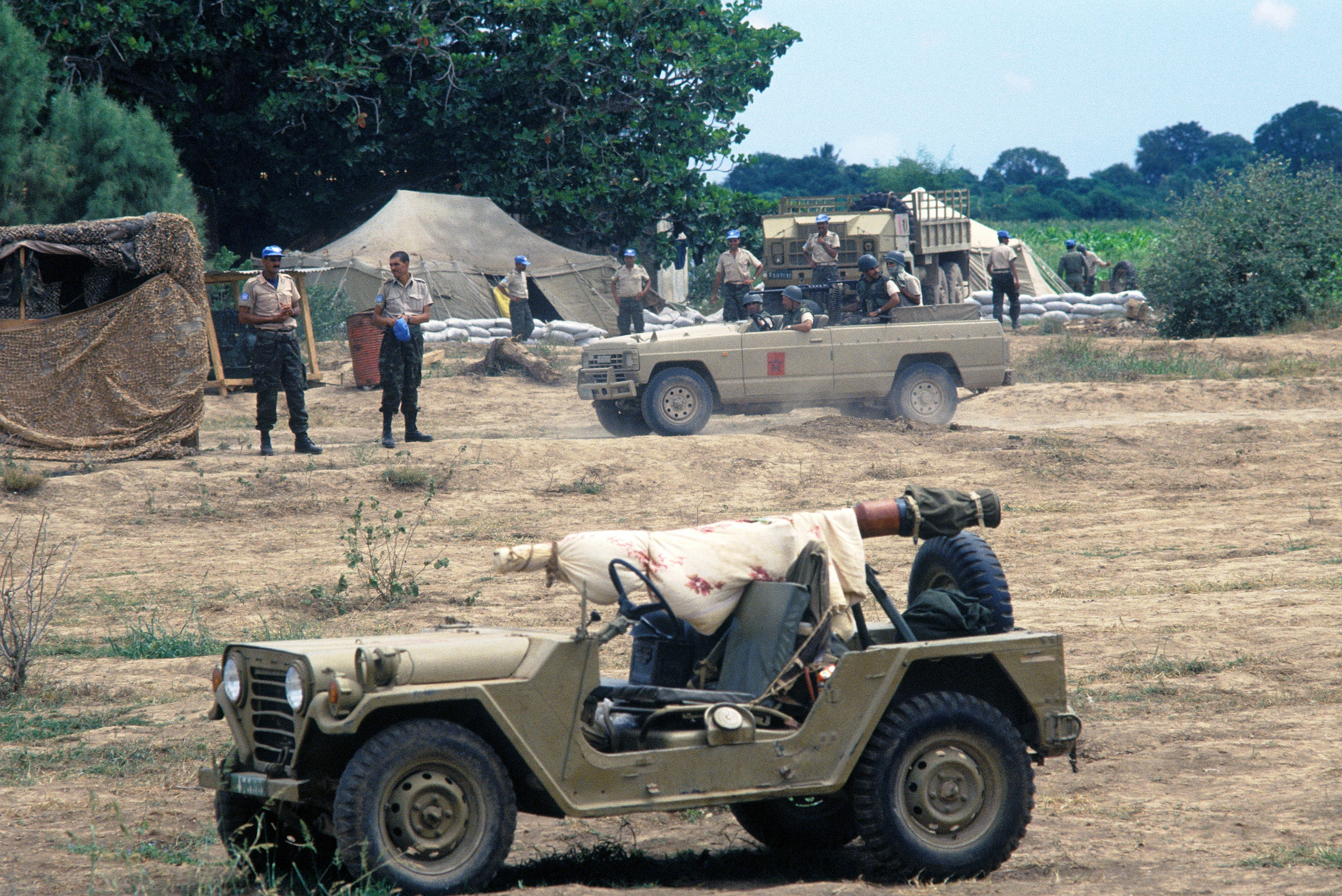
سيارات جيب مغربية مسلحة بأسلحة مضادة للدبابات (يونوصوم الثانية)

جنود مغاربة يرتدون الزي القتالي الزيتوني وخوذة SPECTRA.

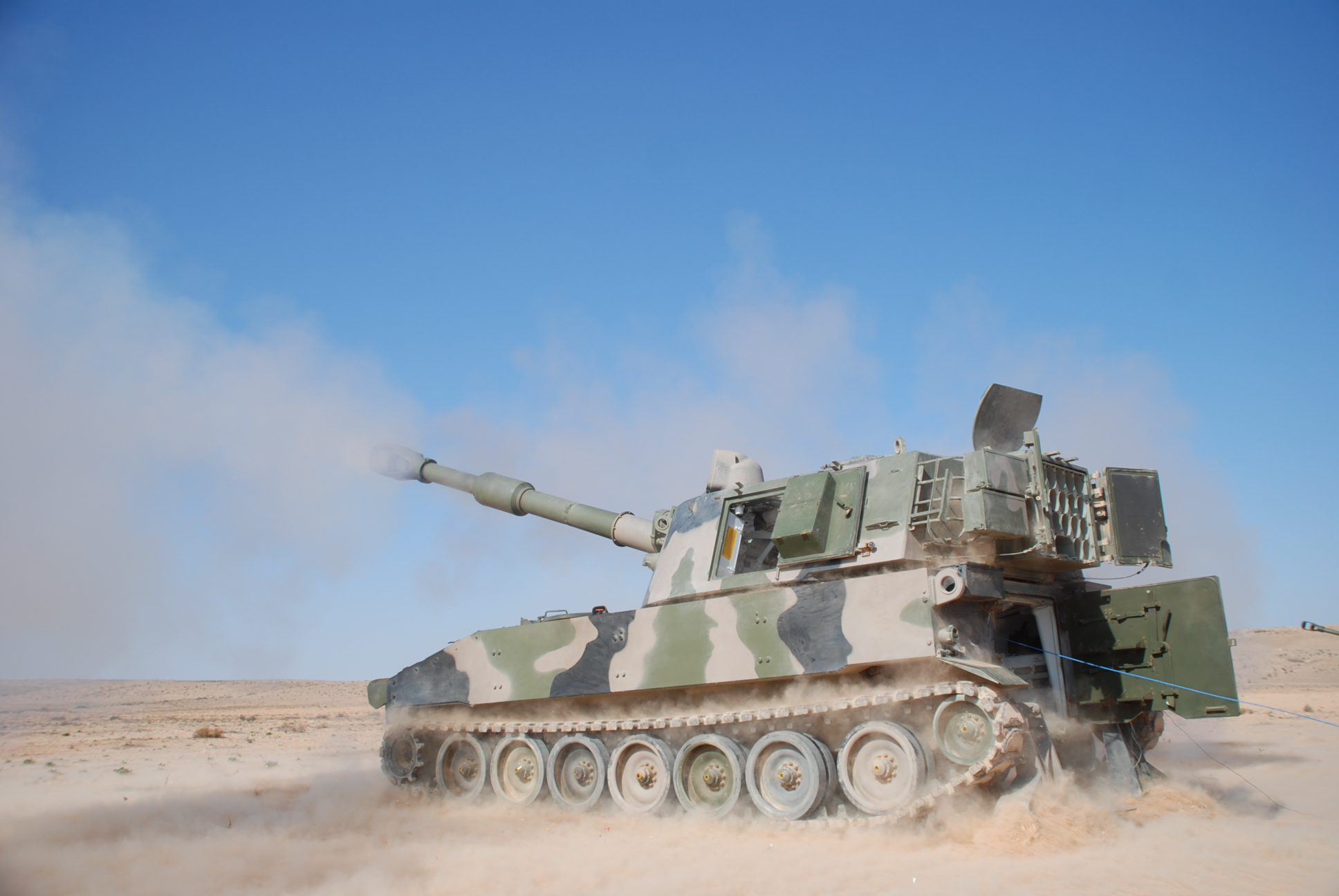
مدفع هاوتزر M109A5 من فرقة المدفعية الملكية المغربية الخامسة عشرة

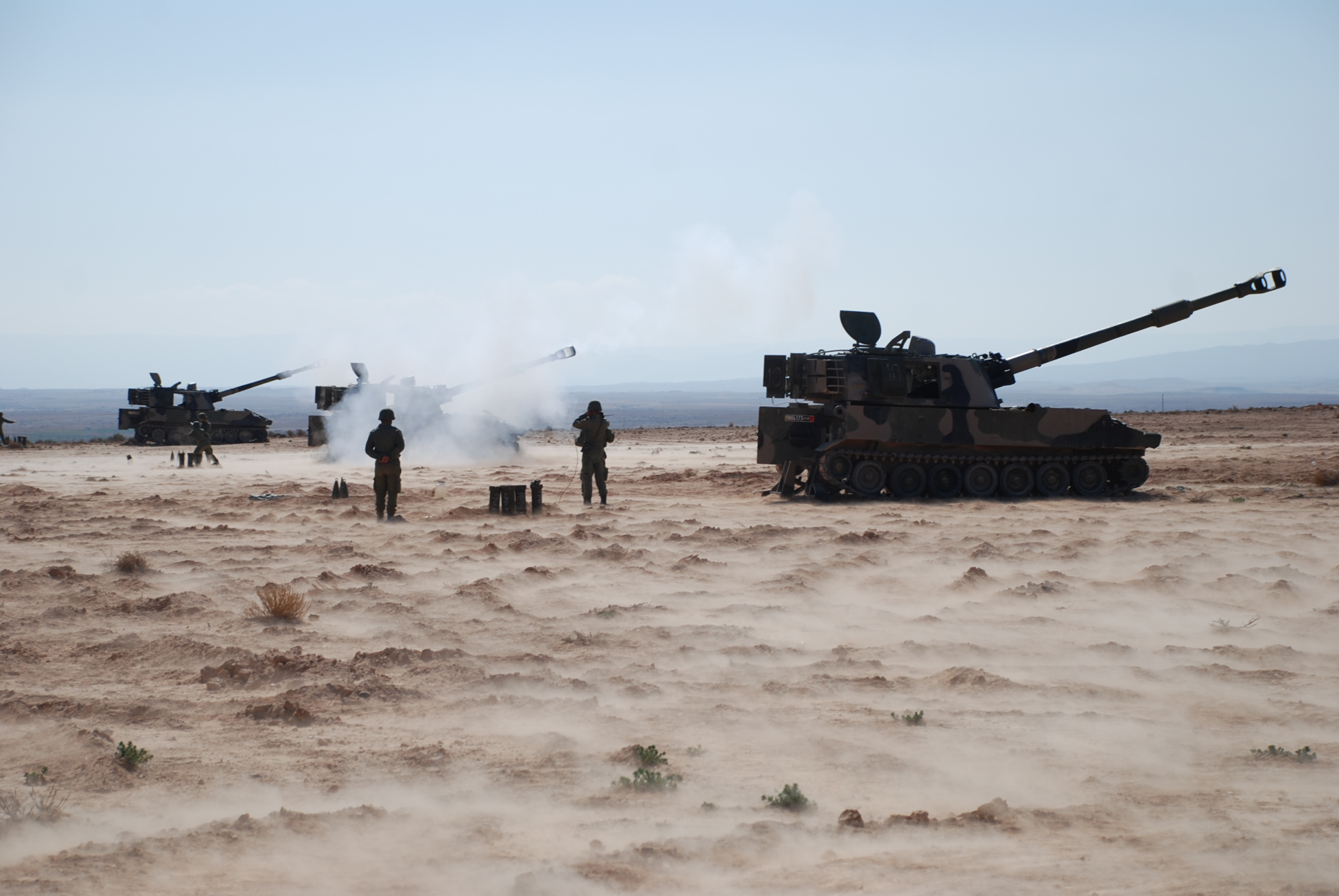
طاقم مدفع هاوتزر M109A5 من المجموعة المدفعية الملكية المغربية الخامسة عشر.

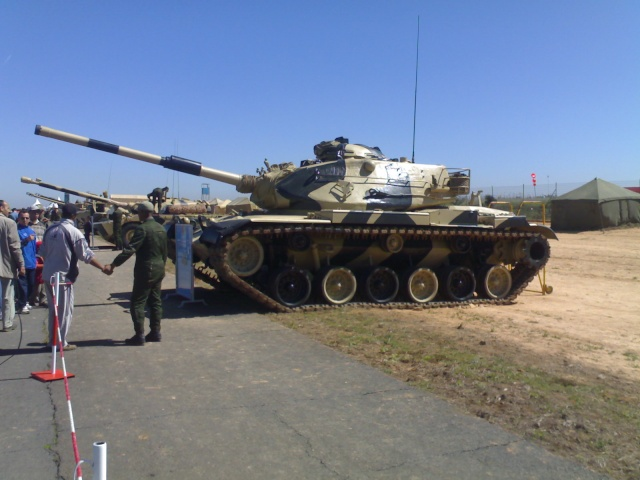
دبابة مغربية من طراز M60A1 خلال معرض للجيش عام 2006

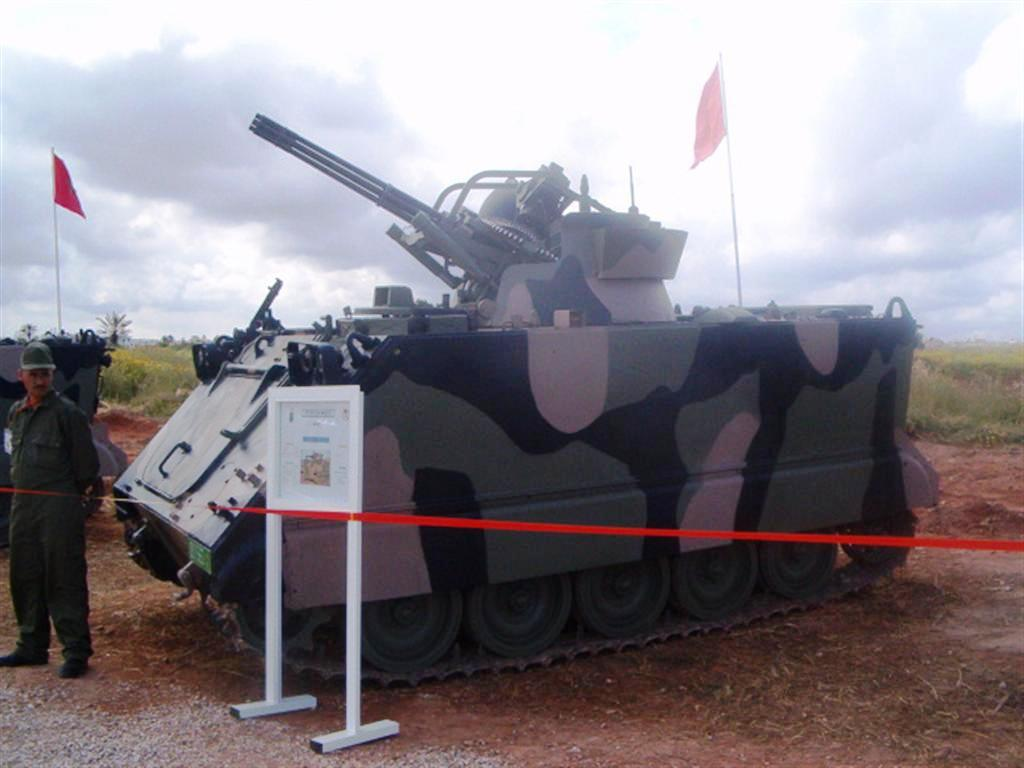
مدفع رشاش M163 VADS للجيش الملكي المغربي خلال تجربة للجيش عام 2006

### الأسلحة
يستخدم الجيش المغربي أسلحة مختلفة لتوفير القوة النارية الخفيفة على مسافات قصيرة ومتوسطة. ومن بين الأسلحة التي يستخدمها الجيش المغربي الرئيسية هي M16A2 وAK-47 ( نوع 56 ، AIM / AIMS الروماني ،Misr Zastava M70AB2 ) في الصحراء المغربية، و G3A3 ، FN FAL / FN CAL و M16A1 / A2 / A4. وكذلك يتم استخدام ايضا بنادق AK-74/ AKS-74U ، SAR 21 ، AK-103 ، Steyr AUG A1/A2/A3 ، MP5A3 ، M4 carbine وFN SCAR من قبل قواة وألوية مختلفة من الجيش المغربي.

### الأسلحة التي يشغلها أطقم القواة
يستخدم الجيش أنواعًا مختلفة ومتنوعة من قذائف الهاون لدعم النيران الصديقة بطرق غير المباشرة وأيضا دعم النيران البعيدة عندما لا تكون المدفعية الثقيلة مناسبة أو متاحة في المعركة. أصغر هذه هي القذائف الموجودة لذى الجيش المغربي هي قذائف من عيار 60 مم M2 و قذائف MO 60 . في المستوى الأعلى الموالي، يمكن أن يأتي الدعم من قذائف الهاون M30 الثقيلة عيار 107 ملم، وقذائف الهاون M120 و MO-120-RT عيار 120 ملم ، وقذائف الهاون ECIA عيار 120 ملم وقذائف الهاون NORINCO W86 عيار 120 ملم، أو قذائف الهاون M1943 عيار 160 ملم . كما يوجد في مخزون الجيش المغربي المئات من قذائف الهاون ذاتية الحركة.

### الأسلحة المضادة للدبابات
يستخدم الجيش المغربي مجموعة متنوعة من الأسلحة المضادة للدبابات ، بدءًا من الصواريخ المحمولة على الكتف ذات الاستخدام الواحد إلى صائدات الدبابات المدرعة المجهزة بصواريخ موجهة دات مدى طويل او قصير.
يتم استخدام الصواريخ المضادة للدبابات المحمولة على الكتف من قبل المشاة. ولكن لاتزال البنادق عديمة الارتداد قيد الاستخدام حاليا لدى القواة المسلحة، وغالبًا ما يتم تركيبها على الشاحنات أو المركبات العسكرية، ولكن يتم استبدالها بصواريخ موجهة مضادة للدبابات والتي هي بدورها أكثر فعالية. تمثل صائدات الدبابات الأسلحة الأكثر قدرة على الحركة والأفضل حماية من الدبابات المعادية. يتم استبدال المركبات القديمة الخارجة عن الخدمة المسلحة بالمدافع بمركبات مجهزة بالصواريخ. كما تم تجهيز العديد من مركبات المشاة القتالية التابعة للجيش بصواريخ مضادة للدبابات، مما يزيد من الأسلحة المضادة للدبابات المتوفرة في الميدان.

## المركبات

### مركبات الدعم
تخدم المركبات متعددة الأغراض وسريعة الحركة كناقلة بضائع أوجنود، و أيضا كمنصة أسلحة، أو كسيارة إسعاف، و العديد من الأدوار الأخرى. لدى القوات المسلحة الملكية 4000 مركبة HMMWV  في إصدارات مختلفة، و1200 مركبة URO VAMTACs و800 مركبة URO VAM-TL  وهي جزء من مخزون القواة، والذي يتضمن أيضًا مركبات CUCV مختلفة الأنواع. تم استلام 378 مركبة قتالية متعددة الأغراض منها من طراز GM Defenseوأيضا (138 مركبة من طراز M1008 و188 مركبة من طراز M1009 و52 مركبة من طراز M1028) و278 مركبة من طراز M151 ، كما أن عدداً غير معروف من مركبات Land Rover Model 88/106 من إنتاج Santana Motor ، وToyota FJ40 ، و Jeep Auverland ، و Nissan Patrol ML-6 موجودة أيضاً في الخدمةلدى القوات. تم أيضًا شراء عدد غير معروف من ACMAT ALTV .
تتمثل المهام اللوجستيات العسكرية لهذه المركبات في التخزين والتوزيع وصيانة وإخلاء والتخلص من المواد، ونقل الأفراد، وشراء أو بناء وصيانة وتشغيل والتخلص من المرافق، وشراء أو تقديم الخدمات والدعم الطبي والصحي والوجيستي. وهو الجزء الأكثر أهمية ويعتبر القاعدة للمهمة الرئيسية للـقواة المسلحة الملكية. وبسبب تضاريس البلاد ونطاق عمل القواة المسلحة الواسع، فينقل وإمداد القوات المنتشرة في الجدار الشرقي والحدود الشرقية للمملكة المغربية، حيث يكون النقل الجوي مستحيلاً أو مصتعصيا، فإن استخدام النقل البري أمر أساسي ومهم لدى القوات المسلحة. لاسيما أن كمية المعدات النشطة غير معروف، ولكن من الممكن إجراء تقديرات دقيقة. فقد بلغ عدد الشاحنات المتوسطة والثقيلة وشاحنات النقل الثقيل وأنظمة التحميل على المنصات (PLS) التي تم شراؤها أو في الخدمة ما مجموعه 250 شاحنة IVECO M3-21.14 TT ، وحوالي 3500 شاحنة M35 ومتغيراتها ، و387 شاحنة M54 ومتغيراتها ، وحوالي 1000 شاحنة M800 ، و195 شاحنة M816 Wrecker ، وحوالي 160 شاحنة M900 ، وحوالي 1000 شاحنة TRM10000/9000 BMH ، و600 شاحنة ACMAT VLRA ، و92 شاحنة Tata LPTA 2445. يوجد أيضًا في مخزون القواة النسلحة عدد غير معروف من شاحنات Pegaso 3055 و Mercedes-Benz Actros و Unimog. كانت أنظمة نقل المعدات الثقيلة (HETS) المستلمة عبارة عن عدد غير معروف من M746 و 6 M747 و 23 M1070 و 133 M911 HETS و 100 جرار IVECO . تم أيضًا شراء نظامين للتحميل على المنصات M1075 و M1076 .
تُستخدم مركبات الإنقاذ المدرعة (ARV) لإصلاح المركبات المدرعة التالفة والمعطلة أثناء القتال أو أثناء الحروب، لسحبها خارج منطقة الخطر لإجراء إصلاحات أكثر شمولاً وصيانتها من الأعطال.فقد تم شراء على 86 مركبة M578 و10 مركبات SK-105 ARV و4 مركبات VT1A ARV و81 مركبة إنقاذ M88 لهذه المهمة.
المركبات الهندسية العسكرية هي مركبات مصممة لأعمال البناء أو النقل في ساحاة المعارك. يتم استخدام الجرافات على نطاق واسع، جنبًا إلى جنب مع 6 مركبات قتالية هندسية من طراز M728 ومازالت في الخدمة.

### الدبابات
يوجد حوالي ما مجموعه 1100 دبابة في الخدمة: 150 دبابة من طراز VT-1A ، و222 دبابة من طراز M1A1SA، و162 دبابة من طراز M1A2M، و148 دبابةمن طراز T-72B، و427 دبابة من طراز M60A3/A3TTS باتون. تم إخراج دبابات M48من طراز Pattons من الخدمة الفعلية وتخزينها كاحتياطي مع اتفاقية وقف إطلاق النار في عام 1991، وكان مصير دبابات SK-105 Kürassiers هو نفسه. في ديسمبر 2022، أفادت التقارير أن المغرب ينقل دبابات T-72 إلى أوكرانيا.
| البلد المصدر               | النوع            | الكمية                                          | ملاحظات | الصور |
| -------------------------- | ---------------- | ----------------------------------------------- | --- | ----- |
| الولايات المتحدة الأمريكية | إم1 أبرامز       | 384 ذبابة: -222 M1A1SA -162 M1A2 SEPv3          | [ 10 ] |       |
| الولايات المتحدة الأمريكية | M60 Patton       | 427 ذبابة: -260 M60A3 - +167 M60A3 TTS          | لا يزال قيد الاستخدام، تم ترقيته محليًا |       |
| الولايات المتحدة الأمريكية | إم-48 باتون      | 225                                             | تم ترقيتها محليًا، وبعض الوحدات في الاحتياطي |       |
| الصين · باكستان            | VT-1A Al Khalid  | 54                                              | تم استلام 54 ذبابة في عام 2011، وتم إلغاء الباقي بسبب مشاكل استبدال المحرك |       |
| بيلاروسيا                  | T-72B/BK         | 158 (اللواء المدرع الملكي السادس:اللواء الروسي) | 136 T-72B and 12 T-72BK, تم شراء 14 دبابة T-72M1 وتطويرها من شركة Excalibur التشيكية، وتم ترقية جميع الوحدات الموجودة مع الشركة في المغرب إضافة CITV وغيرها من المعدات المتقدمة |       |
| فرنسا                      | AMX-10 RC        | مدمرة دبابات                                    | 108 |       |
| النمسا                     | SK-105 Kürassier | دبابة خفيفة                                     | 116 يتم الاحتفاظ بها كاحتياطي، ويتم تحديثها محليًا واستخدامها في الصحراء المغربية                                                                                                |       |

### ناقلات الجنود المدرعة ومركبات القتال للمشاة ومركبات الدعم
| النوع                            | الصور                            | البلد المصدر                     | النوع                            | الكمية                                                                                                | ملاحظات |
| ناقلة جنود مدرعة/مركبة قتال مشاة | ناقلة جنود مدرعة/مركبة قتال مشاة | ناقلة جنود مدرعة/مركبة قتال مشاة | ناقلة جنود مدرعة/مركبة قتال مشاة | ناقلة جنود مدرعة/مركبة قتال مشاة                                                                      | ناقلة جنود مدرعة/مركبة قتال مشاة                                                                                                 |
| -------------------------------- | -------------------------------- | -------------------------------- | -------------------------------- | --- | --- |
| أم2 برادلي                       |                                  | الولايات المتحدة الأمريكية       | مركبة قتال مشاة                  | <500                                                                                                  | تم التعاقد مع شركة On-Point defense لتوريد منصات إطلاق صواريخ TOW والمعدات ذات الصلة لمركبة Bradley IFV لكل من المغرب وأوكرانيا. |
| مركبة مشاة قتالية مدرعة          |                                  | الولايات المتحدة الأمريكية       | مركبة قتال مشاة                  | 110                                                                                                   | 19 AIFV-B-.50 + 90 AIFV-B-C25 + 1 AIFV-B-CP                                                                                      |
| إيه إم إكس-10 بي                 |                                  | فرنسا                            | مركبة قتال مشاة                  | 10 | |
| بي إم بي-3                       |                                  | روسيا                            | مركبة قتال مشاة                  | 60 | |
| راتيل                            |                                  | جنوب إفريقيا                     | مركبة قتال مشاة                  | 60 | 30 Ratel 20 + 30 Ratel 90 |
| إيلاند أم كيه7                   |                                  | جنوب إفريقيا                     | استطلاع                          | 60 | Eland 20/90 |
| بي أر دي إم-2                    |                                  | الإتحاد السوفياتي                | مدرعة برمائية                    | غير معروف العدد                                                                                       | |
| AML 60/90                        |                                  | فرنسا                            | مركبة مدرعة خفيفة                | 175                                                                                                   | 140 AML-90, 20 AML-90 Lynx and 35 AML-60                                                                                         |
| Panhard ERC                      |                                  | فرنسا                            | سيارة مدرعة (عسكرية)             | غير معروف العدد                                                                                       | |
| M113                             |                                  | الولايات المتحدة الأمريكية       | ناقلة جنود مدرعة                 | ~1900                                                                                                 | 1200 M113A1, M113A2, 419 M113A3, 86 M577A2 (CP), 80 M901, 60 M163, 36 M106A2, 91 M1064A3                                         |
| VAB VCI/VTT                      |                                  | فرنسا                            | ناقلة جنود مدرعة                 | 400                                                                                                   | 75 VAB VCI+ 320 VAB VTT+ 5 أخرى من نوع غير معروف، تم تحديثها وترقيتها محليًا تحت اسم "إفران".                                     |
| أو تي-64 سكوت                    |                                  | تشيكوسلوفاكيا                    | ناقلة جنود مدرعة                 | 95 | |
| Thyssen Henschel UR-416          |                                  | ألمانيا الغربية                  | ناقلة جنود مدرعة                 | 70 | |
| بانهارد ام 3                     |                                  | فرنسا                            | ناقلة جنود مدرعة                 | 54 | |
| Ejder Yalçın                     |                                  | تركيا                            | سيارة مدرعة                      | 34 (30 تم شراؤها من تركيا مع مركز سردار للأبحاث والدراسات، و4 تم إهداؤها من الإمارات العربية المتحدة) | |
| أوتوكار كوبرا                    |                                  | تركيا                            | سيارة مدرعة                      | 220 (200 للقوات البرية + 20 لقوات حفظ السلام)                                                         | المغرب اشترى مركبات كوبرا 2 MRAP                                                                                                 |
| HMMWV                            |                                  | الولايات المتحدة الأمريكية       | سيارة مدرعة                      | 4000                                                                                                  | جميع الإصدارات |
| URO VAMTAC's                     |                                  | اسبانيا                          | سيارة مدرعة                      | +1200                                                                                                 | تم تجميعها محليًا تحت اسم أطلس |
| هوكاي                            |                                  | استراليا                         | سيارة مدرعة                      | غير معروف العدد                                                                                       | ظهرت هذه المركبة المدرعة في مقطع دعائي لفيلم يضم مركبات عسكرية مغربية.                                                           |
| Sherpa Light                     |                                  | فرنسا                            | سيارة مدرعة                      | 36[بحاجة لمصدر]                                                                                       | تم طلب نسخة APC لأطقم CAESAR والقوات الخاصة                                                                                      |
| كوغار (مركبة)                    |                                  | الولايات المتحدة الأمريكية       | سيارة مدرعة                      | غير معروف العدد                                                                                       | كما هو موضح في الصورة، فإن الكوجر 6x6 في الخدمة، كما ظهر في فيلم صيني مغربي                                                      |
| Lenco BearCat                    |                                  | الولايات المتحدة الأمريكية       | سيارة مدرعة                      | 88 | تستخدمها القوات المساعدة وقوات حفظ السلام                                                                                        |
| Polaris RZR                      |                                  | الولايات المتحدة الأمريكية       | مركبة تكتيكية                    | غير معروف العدد                                                                                       | يستخدمه M-SOF. |

## طائرات بدون طيار
في الآونة الأخيرة، وبعد أن تعززت العلاقات الدبلوماسية بين كل من المغرب وإسرائيل، تم شراء العديد من الأسلحة المهمة، بما في ذلك طائرات بدون طيار والذخائر المتسكعة.
| اسم                        | يكتب                                            | صورة | أرقام                                                            | أصل     | ملحوظات |
| -------------------------- | ----------------------------------------------- | ---- | ---------------------------------------------------------------- | ------- | ------- |
| الجيش الإسرائيلي هاروب     | الذخيرة المتسكعة                                |      | كميات كبيرة، مصنعة محليًا                                         | إسرائيل |         |
| الجيش الإسرائيلي هاربي     | الذخيرة المتسكعة                                |      | كميات كبيرة، مصنعة محليًا                                         | إسرائيل |         |
| سكاي سترايكر               | الذخيرة المتسكعة                                |      | كميات كبيرة، شوهدت باستخدام MLRS PULS، والتي سيتم تصنيعها محليًا. | إسرائيل |         |
| سباي اكس                   | الذخيرة المتسكعة                                |      | تم استخدامها من قبل القوات البرية المغربية، وتم تصنيعها محليًا.   | إسرائيل |         |
| طائرة بدون طيار البطل      | الذخيرة المتسكعة                                |      | يقال أنه تم تصديره إلى المغرب                                    | إسرائيل |         |
| طائرة واندر-بي في تي أو إل | الاستخبارات والمراقبة وتحديد الأهداف والاستطلاع |      | شوهدت قيد الاستخدام من قبل المغرب، 150 في الخدمة                 | إسرائيل |         |
| طائرة الرعد-B VTOL         | الاستخبارات والمراقبة وتحديد الأهداف والاستطلاع |      | شوهدت قيد الاستخدام من قبل المغرب، 150 في الخدمة                 | إسرائيل |         |
| الرعد-ب                    | الاستخبارات والمراقبة وتحديد الأهداف والاستطلاع |      | تم تصديره إلى المغرب                                             | إسرائيل |         |

## المدفعية
تشمل المدفعية، المجمعة، مدافع هاوتزر ذاتية الدفع، ومدافع هاوتزر مقطورة، وأنظمة إطلاق صواريخ متعددة، وأنظمة دفاع جوي، وحاملات الهاون هي جزء من RIMZ.
تتضمن المعدات: 300+ 155 مم M109 SPH في إصدارات مختلفة، و 60 203 مم M110A2 SPH، تم استلامها كـ EDA من الولايات المتحدة، و 100 155 مم Mk F3 لا تزال في الخدمة. تم نشر مدافع هاوتزر عيار 155 ملم فقط على طول الجدار المغربي، والذي يتضمن 140 مدفع عيار 155 ملم (M198، FH-70، M-1950، M114)، و18 مدفع عيار 130 ملم (M1954). وبالإضافة إلى ذلك، تم نشر 54 105 ملم (M101 وL118) في مناطق مختلفة.
كما تم إدراج كتيبتين من الصواريخ متعددة الإطلاق كجزء من مخزون RMAs، الأولى تحتوي على 36 صاروخ BM-21 عيار 122 ملم والثانية تحتوي على 36 صاروخ AR2 عيار 300 ملم.
| المدفعية ذاتية الحركة           | المدفعية ذاتية الحركة      | المدفعية ذاتية الحركة    | المدفعية ذاتية الحركة | المدفعية ذاتية الحركة | المدفعية ذاتية الحركة |
| النمودج                         | الدولة المصدرة             | النوع                    | الكمية                | ملاحظات | الصور                 |
| ------------------------------- | -------------------------- | ------------------------ | --------------------- | --- | --------------------- |
| إم 109 هاوتزر                   | الولايات المتحدة الأمريكية | مدفع ذاتي الحركة         | 357                   | |                       |
| هاوتزر عيار 152 مم 2S19 -S      | روسيا                      | مدفع ذاتي الحركة         | الكمية غير معروفة     | أعلن نائب رئيس شركة "روس أوبورون إكسبورت" فيكتور كوماردين أن روسيا سلمت المغرب دفعة من مدافع الهاوتزر ذاتية الحركة من طراز "Msta-S" |                       |
| Mk F3 155 mm                    | فرنسا                      | مدفع ذاتي الحركة         | 100                   | .تم تحديثه محليًا بروابط بيانات جديدة وبرامج جديدة ونظام أسلحة جديد                                                                  |                       |
| قيصر هاوتزر ذاتية الدفع         | فرنسا                      | مدفع ذاتي الحركة         | 36                    | [ 22 ] |                       |
| M110                            | الولايات المتحدة الأمريكية | مدفع ذاتي الحركة         | 60                    | |                       |
| المدفعية المقطورة               |                            |                          |                       | |                       |
| L118                            | المملكة المتحدة            | مدفع ميدان               | 36                    | |                       |
| M101                            | الولايات المتحدة الأمريكية | مدفع ميدان               | 58                    | |                       |
| أم-46                           | الإتحاد السوفياتي          | مدفع ميدان               | 18                    | |                       |
| هاوتزر عيار 155 مم FH - 70      | المملكة المتحدة            | هاوتزر                   | 36                    | |                       |
| M114                            | الولايات المتحدة الأمريكية | هاوتزر                   | 123                   | |                       |
| ام 198 هاوتزر عيار 155 مم       | الولايات المتحدة الأمريكية | هاوتزر                   | 35                    | |                       |
| المدفعية الصاروخية              |                            |                          |                       | |                       |
| BM-21                           | الإتحاد السوفياتي          | راجمة صواريخ             | 36                    | 122mm, APR-21 النسخة الرومانية، لا تزال في الخدمة                                                                                   |                       |
| إم 142 هيمارس                   | الولايات المتحدة الأمريكية | راجمة صواريخ             | 18                    | صفقة بقيمة 524 مليون دولار أمريكي، إلى جانب الذخائر والأنظمة ذات الصلة                                                              |                       |
| PHL-03                          | الصين                      | راجمة صواريخ             | 72                    | 300mm, نسخة AR2 بمدى 140 كم، 1 متر CEP                                                                                              |                       |
| Lynx (multiple rocket launcher) | إسرائيل                    | راجمة صواريخ             | >36                   | اصدار PULS بمدى 300 كم |                       |
| أستروس 2                        | البرازيل                   | راجمة صواريخ             | الكمية غير معروفة     | 450mm |                       |
| Weishi Rockets                  | الصين                      | راجمة صواريخ             | 36                    | نسخة WS-2D بمدى 400 كم |                       |
| الصواريخ الباليستية             |                            |                          |                       | |                       |
| Predator Hawk                   | إسرائيل                    | صاروخ باليستي قصير المدى | 300 km                | تم تأكيد إطلاق صاروخ Predator Hawk رسميًا عندما ظهر مع نظام PULS MLRS المغربي                                                        |                       |
| لورا (صاروخ)                    | إسرائيل                    | صاروخ باليستي قصير المدى | 430 km                | أعلن شاي كوهين، المبعوث الخاص، مدير صادرات الدفاع والأمن والتعاون، أن إسرائيل منحت المغرب جميع أنواع التكنولوجيا الباليستية         |                       |
| MGM-140 ATACMS                  | الولايات المتحدة الأمريكية | صاروخ باليستي تكتيكي     | 300 km                | المغرب اشترى 40 صاروخا من طراز M57 ATACMS بمدى 300 كيلومتر، إلى جانب نظام HIMARS                                                    |                       |
| صاروخ جوال                      |                            |                          |                       | |                       |
| Sea Breaker (missile)           | إسرائيل                    | صاروخ جوال               | 300 km                | تم شراؤها لضمان سلامة سواحلها |                       |
| صاروخ دليلة                     | إسرائيل                    | صاروخ جوال يطلق من الجو  | 250 km                | تم استخدامه على منصات F-5E TII/III                                                                                                  |                       |
| بوينغ هاربون                    | الولايات المتحدة الأمريكية | صاروخ جوال يطلق من الجو  | 124 km                | تم استخدامه في طائرة F-16C/D |                       |
| إيه جي إم-154                   | الولايات المتحدة الأمريكية | صاروخ جوال يطلق من الجو  | 130 km                | اشترت المغرب طراز JSOW-C، لاستخدامه في طائرة F-16C/D                                                                                |                       |
| YJ-12                           | الصين                      | صاروخ مضاد للسفن         | 300 km                | أفادت صحيفة "ديفنسا" أن المغرب يجري مفاوضات للحصول على صاروخ باليستي من طراز YJ-12B AShCM.                                          |                       |
| هاون ذاتي الحركة                |                            |                          |                       | |                       |
| M125A1                          | الولايات المتحدة الأمريكية | حاملة الهاون             | 20                    | M29 mortar |                       |
| M1064                           | الولايات المتحدة الأمريكية | حاملة الهاون             | 91                    | |                       |
| AML-60                          | فرنسا                      | حاملة الهاون             | 35                    | |                       |

## أنظمة الدفاع الجوي
بعد سنوات من إهمال قدرات الدفاع الجوي المغربي، غير المغرب من استراتيجيته في الدفاع الجوي، واستثمر بشكل كبير في قواعد وأنظمة الدفاع الجوي الجديدة.
وقد عملت المغرب ببطء على بناء نظام دفاع جوي متعدد الطبقات يتكون من أنظمة HIMAD وSHORAD من أجل توفير أقصى قدر من الحماية للمجال الجوي المغربي.
يتكون نظام الدفاع الجوي المغربي من أنظمة HIMAD الصينية طويلة المدى المتقدمة التي تم شراؤها حديثًا FD-2000B بمدى أقصى يبلغ 250 كم المدى،  الصينية سكاي دراجون 50 بمدى أقصى يبلغ 50 كم،  باراك 8 MX مع طبقات متعددة من التغطية (35-150 كم)، والصاروخ الأمريكي باتريوت PAC-3 MSE بمدى 60 كم ضد الصواريخ الباليستية
أنظمة الدفاع الجوي المحمولة التي يستخدمها المشاة هي 9K32 "Strela-2" (SA-7 Grail)، و9K38 "Igla" (SA-18 Grouse).
تشمل الأنظمة الأخرى AAG مثل M1939 (61-K)، ZU-23-2 أو M167 VADS، والتي يتم تركيبها عادةً على LUVs وCUCVs.
تُظهر هذه القائمة فقط الدفاعات الجوية المعروفة للعامة.
| الإصدار                               | البلد المصنع               | النوع                              |                      | ملاحظات                                                                                             | الصور        |
| صاروخ أرض-جو                          | صاروخ أرض-جو               | صاروخ أرض-جو                       | صاروخ أرض-جو         | صاروخ أرض-جو                                                                                        | صاروخ أرض-جو |
| ------------------------------------- | -------------------------- | ---------------------------------- | -------------------- | --------------------------------------------------------------------------------------------------- | ------------ |
| HQ-9B                                 | الصين                      | الدفاع الجوي الطويل والمتوسط المدى | 4 بطارية,            | اصدار FD-2000B، كل واحدة من البطاريات الأربع تتكون من 6-8 قاذفات ناقلة ومنصبة, المدى الأقصى: 250 كم |              |
| برق 8                                 | اسرائيل · الهند            | الدفاع الجوي الطويل والمتوسط المدى | >6 بطارية            | , النسخة المطلوبة هي Barak MX، بمدى يصل إلى 150 كم                                                  |              |
| إم آي إم-104 باتريوت                  | الولايات المتحدة الأمريكية | الدفاع الجوي الطويل والمتوسط المدى | عدد غير معروف        | سيكون النوع هو معيار PAC-3 MSE.                                                                     |              |
| Sky Dragon 50                         | الصين                      | الدفاع الجوي الطويل والمتوسط المدى | >7 بطارية            | .مدى 50 كم، رادار IBIS 200 بمدى 200 كم                                                              |              |
| MICA                                  | فرنسا                      | الدفاع الجوي قصير المدى            | 4-6 بطارية           | ستتكون كل بطارية من أربع إلى ست وحدات إطلاق جميعها تم استلامها                                      |              |
| سبايدر                                | اسرائيل                    | الدفاع الجوي قصير المدى            | عدد غير معروف        | وذكرت صحيفة "ديفنسا" أن المغرب اختارت نظام SPYDER AD.                                               |              |
| أستر (عائلة صواريخ)                   | فرنسا · إيطاليا            | الدفاع الجوي قصير المدى            |                      | تستخدم في الفرقاطة متعددة الأغراض FREMM، ويبلغ مداها أكثر من 30 كم، طراز Aster 15                   |              |
| Aspide                                | فرنسا                      | الدفاع الجوي قصير المدى            |                      | تم استخدامها في كورفيت فئة Descubierta، بمدى 25 كم، تم طلبها بين عامي 1977 و1983                    |              |
| Crotale                               | فرنسا                      | الدفاع الجوي قصير المدى            |                      | (Crotale NG وMk.3)                                                                                  |              |
| Mistral (missile)                     | فرنسا                      | الدفاع الجوي قصير المدى            |                      | سيتم استخدام نسخة Mistral 3 على ناقلة الجنود المدرعة Sherpa Light                                   |              |
| شاباريل إم آي إم-72                   | الولايات المتحدة الأمريكية | الدفاع الجوي قصير المدى            | 72 مركبة و 504 صاروخ | عدد غير معروف                                                                                       |              |
| ستريلا-2                              | الإتحاد السوفياتي          | أنظمة الدفاع الجوي المحمولة        |                      | عدد غير معروف                                                                                       |              |
| إيغلا                                 | الإتحاد السوفياتي          | أنظمة الدفاع الجوي المحمولة        |                      | عدد غير معروف                                                                                       |              |
| الأسلحة المضادة للطائرات ذاتية الحركة |                            |                                    |                      | |              |
| Tunguska M1                           | الإتحاد السوفياتي          | مدفع مضاد للطائرات ذاتي الحركة     | 12 بطارية, 72 مركبة  | 2K22M1 اصدار                                                                                        |              |
| ZU-23-4                               | الإتحاد السوفياتي          | مدفع مضاد للطائرات ذاتي الحركة     | 100                  | ZU-23-4                                                                                             |              |
| M163                                  | الولايات المتحدة الأمريكية | مدفع مضاد للطائرات ذاتي الحركة     | 115                  | |              |
| مدافع مضادة للطائرات                  |                            |                                    |                      | |              |
| ZPU                                   | الإتحاد السوفياتي          | دفاع جوي                           | كميات كبيرة          | ZPU-2 ZPU-4                                                                                         |              |
| ZU-23-2                               | الإتحاد السوفياتي          | دفاع جوي                           | كميات كبيرة          | |              |
| M167 VADS                             | الولايات المتحدة الأمريكية | دفاع جوي                           | 72                   | |              |
| Type 90                               | الصين                      | دفاع جوي                           | 12 بطارية            | |              |

## الرادارات
| إسم الرادار                           | الدولة المصدرة             | الصور | النوع                   | الكمية          | ملاحظات                                                                |
| ------------------------------------- | -------------------------- | ----- | ----------------------- | --------------- | ---------------------------------------------------------------------- |
| MSSR                                  | الولايات المتحدة الأمريكية |       | رادار جوي ‏              | غير معروف العدد |                                                                        |
| AN/TPS-63                             | الولايات المتحدة الأمريكية |       | رادار جوي ‏              |                 | تم ترقية أغلب الرادارات إلى TPS-63 MSSR الذي يبلغ مداه 740 كم          |
| EL/M-2084                             | اسرائيل                    |       | رادار جوي ‏              | غير معروف العدد | جزء من نظام باراك 8، ويبلغ مداه الأقصى 475 كم، ورادار مسح إلكتروني نشط |
| YLC-2 Radar                           | الصين                      |       | رادار جوي ‏              | غير معروف العدد | نسخة YLC-2V بمدى 500 كيلومتر، دخلت الخدمة في عام 2012                  |
| Ground Master 403                     | فرنسا                      |       | رادار جوي ‏              | 5               | 2 تم شراؤها في عام 2021                                                |
| AN/TPS-77                             | الولايات المتحدة الأمريكية |       | رادار جوي ‏              |                 | يبلغ مداه 463 كم، حسب حالة الانتشار، إصدار AN/TPS-77 MRR               |
| رادار AN-43                           | الولايات المتحدة الأمريكية |       | رادار جوي ‏              |                 | مدى 450 كم.                                                            |
| سنتينل (رادار)                        | الولايات المتحدة الأمريكية |       | رادار جوي ‏              | 8               | نسخة AN/MPQ-64F1                                                       |
| RASIT                                 | فرنسا                      |       | رادار أرضي [الإنجليزية] | غير معروف العدد |                                                                        |
| AF902 FC                              | سويسرا                     |       | رادار جوي ‏              | UN              | نسخة صينية من Skyguard                                                 |
| BOR-A 550                             | فرنسا                      |       | رادار أرضي [الإنجليزية] | غير معروف العدد |                                                                        |
| AN/PPS-5A                             | الولايات المتحدة الأمريكية |       | رادار أرضي [الإنجليزية] | غير معروف العدد |                                                                        |
| AN/MPQ-49 Forward Area Alerting Radar | الولايات المتحدة الأمريكية |       | رادار جوي ‏              | غير معروف العدد |                                                                        |
| Stentor battlefield radar             | فرنسا                      |       | رادار أرضي [الإنجليزية] | 20              |                                                                        |
| ARSS-1                                | الولايات المتحدة الأمريكية |       | رادار أرضي [الإنجليزية] | 12              | [بحاجة لمصدر]                                                          |
| Bur radar                             | ألمانيا                    |       | رادار أرضي [الإنجليزية] | غير معروف العدد |                                                                        |

## الحرب الالكترونية
ملاحظة: :هذه القائمة لا تحتوي على جميع أنظمة الحرب الإلكترونية التي تستخدمها المغرب
| نموذج                                  | أصل      | يكتب                                   | ملحوظات                                                                                              |  | كمية            |
| -------------------------------------- | -------- | -------------------------------------- | --- |  | --------------- |
| نظام الينت                             | إسرائيل  | الحرب الالكترونية / استخبارات الاشارات | صفقة بقيمة 70 مليون دولار مع شركة Elbit Systems                                                      |  | غير معروف العدد |
| كورال-إيو                              | تركيا    | الحرب الالكترونية                      | المغرب يوقع اتفاقية مع شركة Aselsan التركية تشتري KORAL-EW.                                          |  | غير معروف العدد |
| بوكوفيل (نظام مضاد للطائرات بدون طيار) | أوكرانيا | الحرب الالكترونية                      | يستخدم كنظام مضاد للطائرات بدون طيار، وله مدى يتراوح بين 70 إلى 100 كم مدى الكشف و 15 كم مدى التشويش |  |                 |
| قبة سكاي لوك                           | إسرائيل  | الحرب الالكترونية                      | كما يستخدم أيضًا كنظام مضاد للطائرات بدون طيار                                                        |  |                 |
| نظام آرتوس                             | ألمانيا  | الحرب الالكترونية                      | نظام مضاد للطائرات بدون طيار، يستخدمه الدرك الملكي                                                   |  |                 |